# Есипова, Раиса Давыдовна
Раиса Давыдовна Есипова (5 марта 1906, Смоленск — 6 ноября 1994, Москва) — советская актриса театра и кино.

## Биография
В 1925 году окончила киношколу Б. В. Чайковского, где познакомилась с мужем — кинорежиссёром Ефимом Львовичем Дзиганом. Актриса киностудии «Мосфильм», в 1941—1942 гг. — ЦОКС, киностудии им. Горького, известна также театральными ролями.
Умерла в 1994 году. Похоронена на Новодевичьем кладбище.

## Фильмография
- 1925 — В тылу у белых
- 1925 — Крест и маузер
- 1928 — К новым берегам
- 1928 — Свои и чужие[1]
- 1929 — Бог войны
- 1930 — Суд должен продолжаться
- 1932 — Женщина
- 1933 — Любовь
- 1935 — Совершеннолетие
- 1936 — Мы из Кронштадта[2]
- 1938 — Семья Оппенгейм
- 1941 — Первая конная
- 1942 — Секретарь райкома (первый вариант фильма, начатый Ефимом Дзиганом, съёмки не завершены)[3].
- 1955 — Вольница
- 1957 — Крутые ступени